# Medun, Podgorica
Medun este un sat din municipiul Podgorica, Muntenegru. Conform datelor de la recensământul din 2003, localitatea are 108 locuitori (la recensământul din 1991 erau 107 locuitori).

## Demografie
În satul Medun locuiesc 87 de persoane adulte, iar vârsta medie a populației este de 44,5 de ani (46,5 la bărbați și 42,6 la femei). În localitate sunt 37 de gospodării, iar numărul mediu de membri în gospodărie este de 2,92.
Această localitate este populată majoritar de sârbi (conform recensământului din 2003).
|  |

| Demografie | Demografie | Demografie |
| An         | Locuitori  | Locuitori  |
| ---------- | ---------- | ---------- |
|            |            |            |
|            |            |            |
|            |            |            |
|            |            |            |
| 1948       | 227        |            |
| 1953       | 210        |            |
| 1961       | 192        |            |
| 1971       | 168        |            |
| 1981       | 121        |            |
| 1991       | 107        | 107        |
| 2003       | 108        | 108        |

| \| Componența etnică conform recensământului din 2003[2] \| Componența etnică conform recensământului din 2003[2] \| Componența etnică conform recensământului din 2003[2] \| Componența etnică conform recensământului din 2003[2] \| Componența etnică conform recensământului din 2003[2] \| \| ----------------------------------------------------- \| ----------------------------------------------------- \| ----------------------------------------------------- \| ----------------------------------------------------- \| ----------------------------------------------------- \| \| \| \| \| \| \| \| Sârbi \| Sârbi \| \| 74 \| 68,51% \| \| Muntenegreni \| Muntenegreni \| \| 32 \| 29,62% \| \| Iugoslavi \| Iugoslavi \| \| 1 \| 0,92% \| \| necunoscută \| necunoscută \| \| 1 \| 0,92% \| |              |  |    |        |
| Componența etnică conform recensământului din 2003 |              |  |    |        |
| |              |  |    |        |
| Sârbi | Sârbi        |  | 74 | 68,51% |
| Muntenegreni | Muntenegreni |  | 32 | 29,62% |
| Iugoslavi | Iugoslavi    |  | 1  | 0,92%  |
| necunoscută | necunoscută  |  | 1  | 0,92%  |